# Ectophylla alba
Il pipistrello bianco dell'Honduras (Ectophylla alba H. Allen, 1892) è un pipistrello della famiglia dei Fillostomidi, unica specie del genere Ectophylla (H. Allen, 1892), diffuso nell'America centrale.

## Descrizione

### Dimensioni
Pipistrello di piccole dimensioni, con la lunghezza della testa e del corpo tra 40 e 47 mm, la lunghezza dell'avambraccio tra 23 e 31 mm, la lunghezza del piede tra 9 e 10 mm, la lunghezza delle orecchie tra 14 e 15 mm e un peso fino a 7 g.

### Caratteristiche craniche e dentarie
Il cranio ha un rostro corto. Gli incisivi superiori sono allungati. La muscolatura della scatola cranica è ricoperta di un'insolita pigmentazione scura, probabilmente utilizzata per assorbire i raggi ultravioletti potenzialmente dannosi per il cervello.
Sono caratterizzati dalla seguente formula dentaria:

### Aspetto
Il colore generale del corpo è bianco puro, eccetto sulla groppa e nella parte inferiore del ventre dove è grigio chiaro. La foglia nasale lanceolata, le orecchie ed il pollice sono giallo brillanti. Gli occhi sono relativamente grandi e circondati da un anello più scuro grigio. Sul mento sono presenti due file di piccole verruche su ogni lato. Le orecchie sono moderatamente grandi, larghe e ben separate tra loro. Il margine interno del trago è convesso e fornito di un piccolo lobo indistinto, mentre il margine esterno ha 4-5 piccoli lobi. Le membrane alari sono nere, eccetto la membrana inter-digitale tra il secondo e terzo dito, che è priva di pigmento. Il calcar è corto, circa la metà del piede. È privo di coda mentre l'uropatagio è ridotto ad una sottile membrana lungo la parte interna degli arti inferiori, è privo di peli e semi-trasparente. I maschi sono leggermente più grandi delle femmine. Il cariotipo è 2n=30 FN=56.

## Biologia

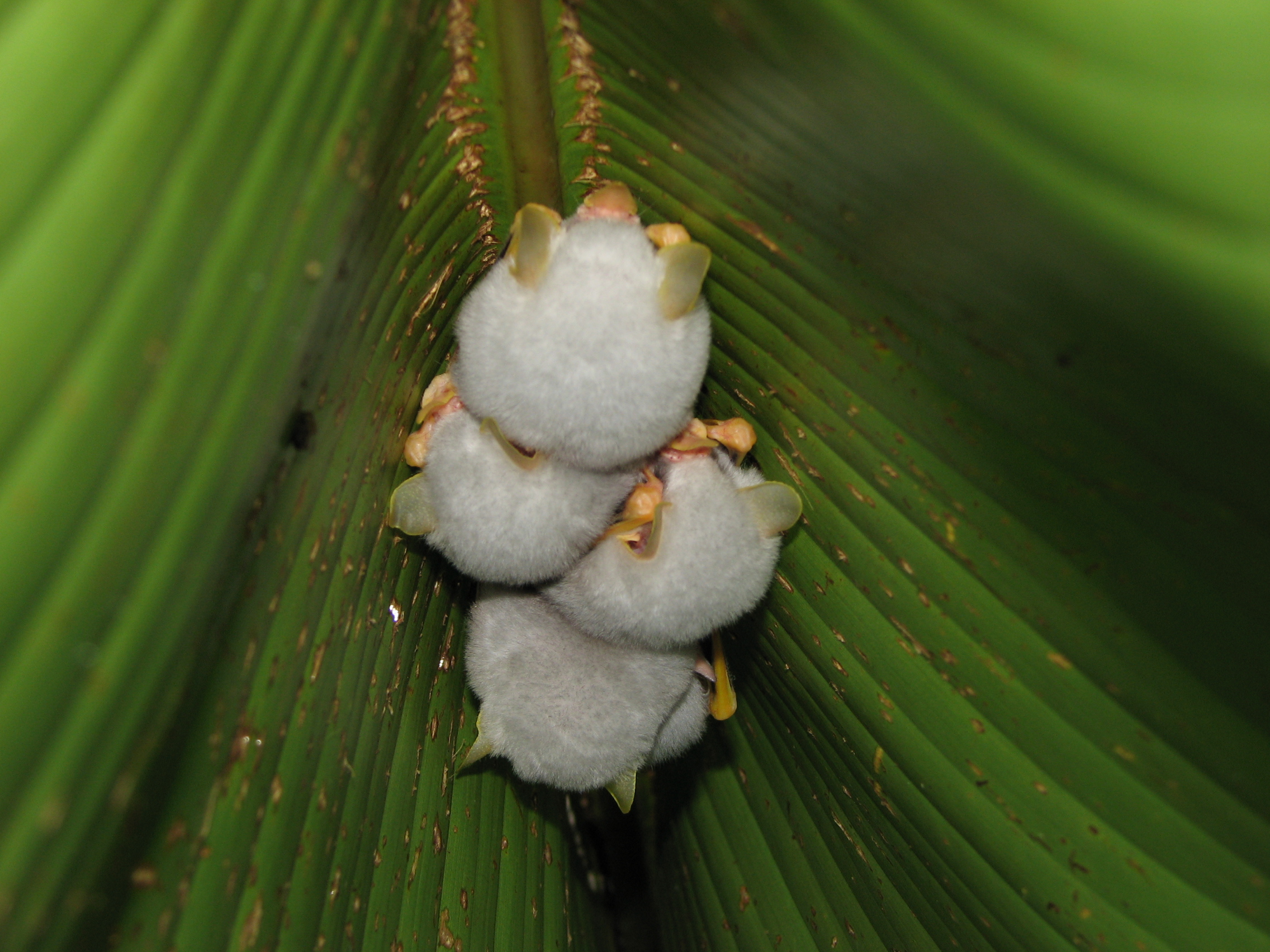
E.alba all'interno di una foglia di Heliconia

### Comportamento
Si rifugia all'interno di foglie di Heliconia arrotolate. L'animale taglia la foglia lungo le venature e poi ripiega le due parti all'indietro formando una piccola tenda. Vive solitariamente o in piccoli gruppi fino a 6 individui. Il rifugio viene utilizzato per circa 45 giorni consecutivi e i gruppi rimangono uniti quando si spostano verso un altro riparo. Dopo le nascite solitamente si formano colonie di soli maschi e di femmine con i piccoli.

### Alimentazione
Si nutre principalmente di frutta, in particolare di specie native di Ficus.

### Riproduzione
Femmine gravide sono state catturate in Costa Rica durante i mesi di febbraio, marzo, giugno, luglio ed agosto, mentre altre che allattavano sono state osservate in marzo ed aprile. Danno alla luce un piccolo alla volta.

## Distribuzione e habitat
Questa specie è diffusa nell'America centrale, dall'Honduras orientale al Nicaragua centrale e orientale fino alla Costa Rica settentrionale e a Panama nord-occidentale.
Vive nelle foreste umide sempreverdi e secondarie fino a 700 metri di altitudine.

## Conservazione
La IUCN Red List, considerato il significativo declino dovuto al popolamento umano e alla conversione forestale, classifica E.alba come specie prossima alla minaccia di estinzione (Near Threatened).